# Diga

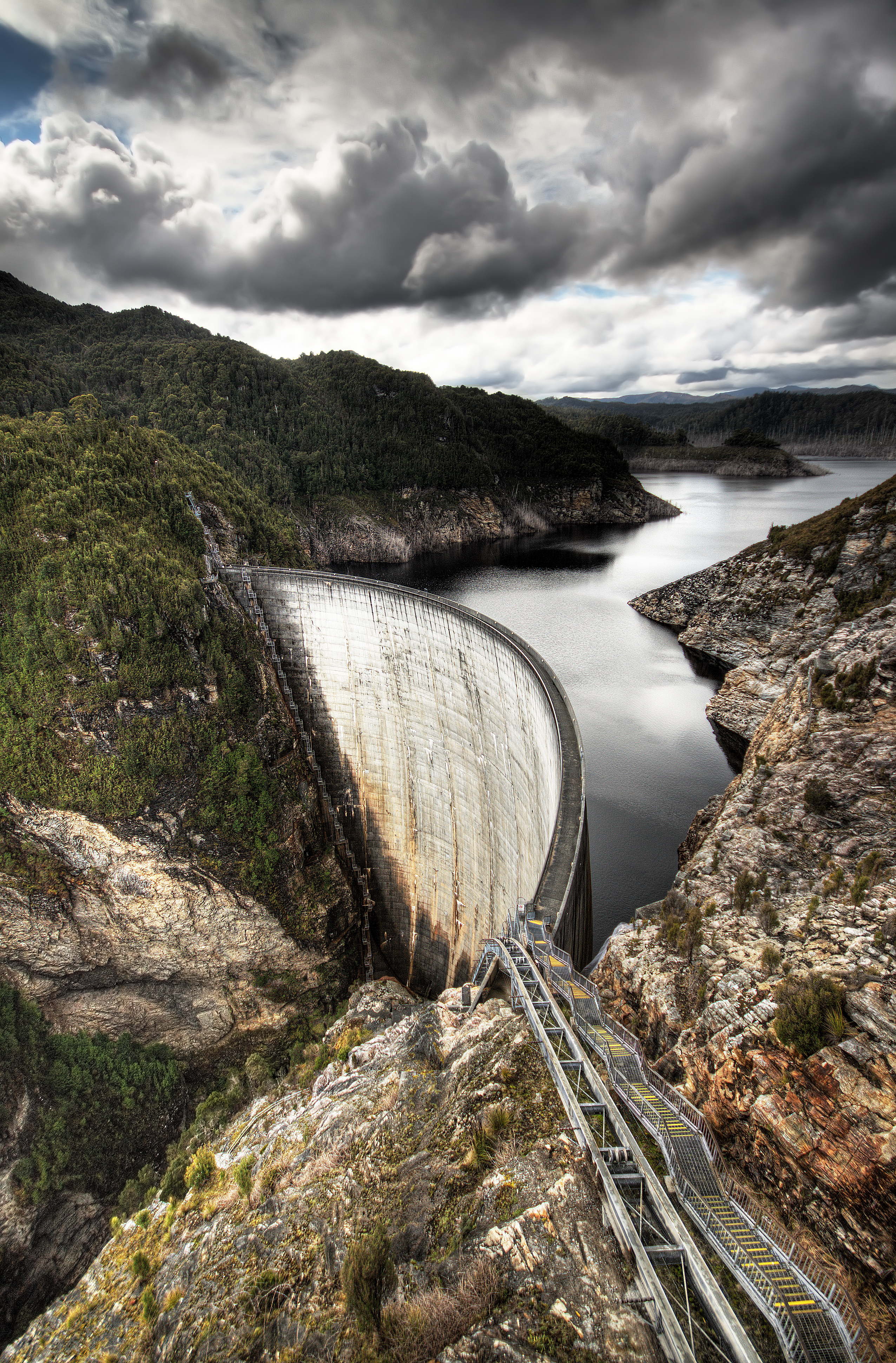
La diga di Gordon in Tasmania, Australia

Una diga è uno sbarramento artificiale permanente, fisso o mobile, atto a regolare il deflusso di un corso d'acqua naturale, a creare un lago artificiale, oppure a proteggere un tratto di costa o un porto. 
In Italia, quando una diga produce un invaso superiore al milione di metri cubi o è alta più di 15 m, prende il nome di "grande diga" e il suo controllo spetta direttamente allo stato. Quando supera i 10 m di altezza o i centomila metri cubi risulta essere sotto il controllo delle regioni. Per dimensioni inferiori, il suo controllo spetta al gestore che può essere anche privato. Di solito l'ultimo tipo di diga prende il nome di "traversa".
A seconda dei materiali impiegati per la costruzione la diga fissa può essere di calcestruzzo (o muratura), in terra, di pietrame, di materiale misto. Gli sbarramenti in calcestruzzo possono essere del tipo a gravità (anche alleggerita), ad arco o di tipi misti (arco-gravità, volte multiple, ecc.). Si tratta di un'opera importante in fase di progettazione e realizzazione nell'ambito dell'ingegneria civile. Le dighe mobili e le traverse in genere sono realizzate solitamente in carpenteria metallica con movimentazione idraulica ad olio, ma ne esistono anche in legno (porte vinciane), in gomma con movimentazione pneumatica o idraulica ad acqua (rubberdam), ibride in gomma e metallo con lo stesso tipo di movimentazione delle traverse in gomma (hard top rubber dam).

## Requisiti geologici
La scelta del tipo di diga dipende dalla forma e dalla geologia della forra del fiume e dai materiali da costruzione disponibili nelle vicinanze. Ad una valle stretta ed alta, con ottime caratteristiche delle rocce affioranti dei versanti, può essere appropriata una diga ad arco, mentre per una valle più larga o con rocce fratturate si può optare per una diga a gravità in calcestruzzo, che necessita di un terreno roccioso in fondazione con caratteristiche meccaniche discrete.

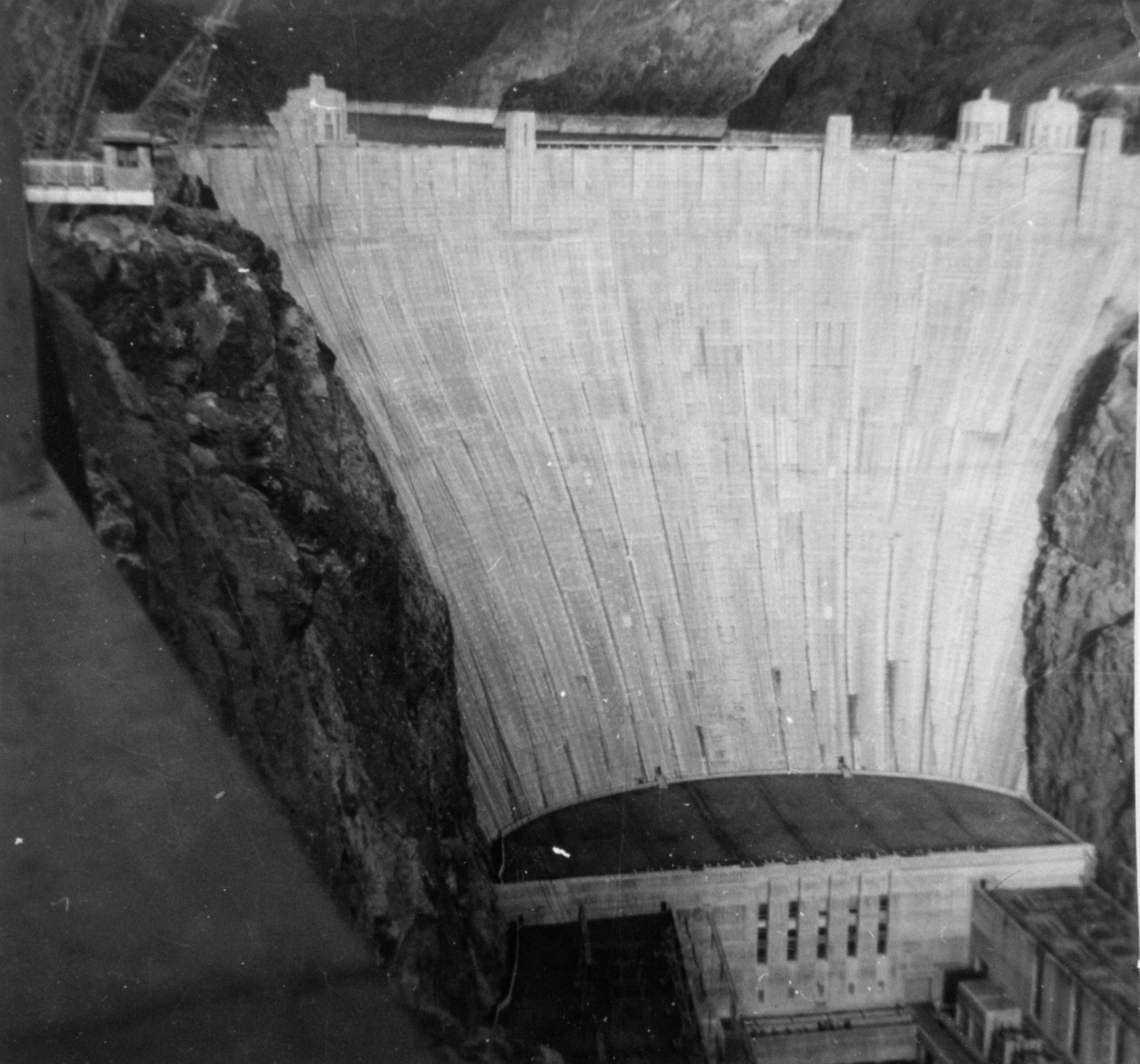
Diga ad arco gravità utilizzata per produrre energia elettrica - diga di Hoover

Quando, invece, si incontrano strati di materiali sciolti (argille, sabbie, ghiaie) di grande spessore nel letto del fiume, la scelta è obbligata per dighe deformabili come dighe in terra, dighe in pietrame (rockfill) con manto impermeabile in calcestruzzo o in bitume, o soluzioni intermedie tra le due.
Lo studio della geologia e della geotecnica delle fondazioni è il lavoro più importante e complesso nella progettazione di una diga.
Lo studio di fattibilità geologica di una diga deve tenere conto delle caratteristiche portanti dei terreni oltre che della loro permeabilità, fattore fondamentale in relazione alla capacità della diga di contenere l'acqua. Dal momento che non sempre è possibile costruire la diga in zone completamente circondate da terreni o rocce impermeabili, in superficie o in profondità, si rendono necessarie delle considerazioni riguardanti il rapporto tra la litologia del sito e la sua capacità di contenere l'acqua; ad esempio, la presenza di strati permeabili o fessurazioni è sfavorevole dal momento che determina la perdita dell'acqua invasata.

## Tipi di dighe
In Italia, la classificazione dei vari tipi di dighe è stabilita dalle norme tecniche vigenti, emanate con il decreto ministeriale 24 marzo 1982 ("Norme tecniche per la progettazione e la costruzione delle dighe di sbarramento"). Secondo il suddetto decreto, gli "sbarramenti" (ossia le dighe) sono classificati nei tipi seguenti:
A) Dighe murarie
a) a gravità;
1) ordinarie;
2) a speroni, a vani interni;
b) a volta;
1) ad arco;
2) ad arco-gravità;
3) a cupola;
c) a volte o solette, sostenute da contrafforti.
B) Dighe di materiali sciolti
a) di terra omogenee;
b) di terra e/o pietrame, zonate, con nucleo di terra per la tenuta;
c) di terra permeabile o pietrame, con manto o diaframma di tenuta di materiali artificiali.
C) Sbarramenti di tipo vario
D) Traverse fluviali.
Nelle sezioni seguenti, ci si sofferma sui tipi principali.

### Dighe murarie a gravità

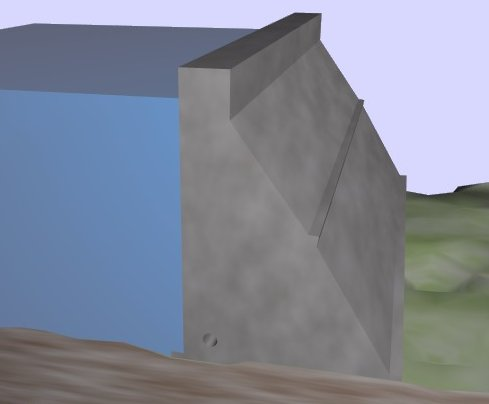
Diga "a gravità"

Le dighe murarie a gravità sono strutture massicce in calcestruzzo generalmente di geometria semplice.
L'asse è rettilineo, o leggermente arcuato, e la sezione tipo è di forma triangolare.
La superficie esposta all'acqua, detta paramento di monte, è verticale o sub-verticale mentre il paramento di valle ha una pendenza generalmente compresa tra 0.7:1 e 0.8:1 circa.

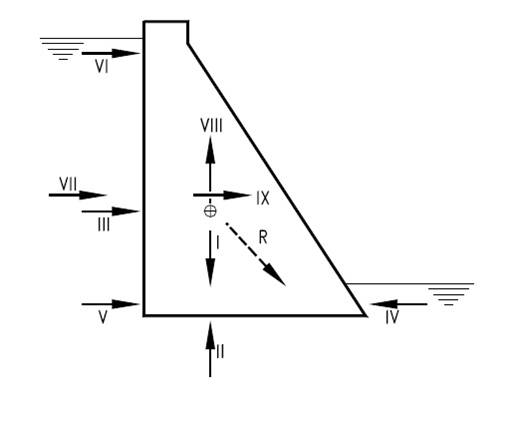
Forze agenti su una diga a gravità

Questo tipo di diga resiste alla spinta dell'acqua grazie al proprio peso ed all'attrito/coesione tra la diga e la roccia di fondazione. Le principali forze agenti sulla struttura sono indicate nella figura a lato. In particolare, I rappresenta la forza peso, II la spinta dovuta alle sottopressioni, III è la forza idrostatica orizzontale lato monte, IV è la componente idrostatica lato valle, V è la forza causata dal materiale sedimentato, mentre VI è la forza orizzontale esercitata dal ghiaccio. A queste forze statiche vanno ad aggiungersi quelle dinamiche dovute per esempio a cause sismiche: la VII rappresenta un'ulteriore forza idrostatica, la VIII e la IX sono rispettivamente la componente verticale ed orizzontale. R infine è la risultante di tutte le forze.
Essendo una struttura massiccia e rigida, a differenza ad esempio delle dighe in materiali sciolti, richiede in fondazione rocce resistenti e poco deformabili. Le dighe a gravità sono, generalmente, particolarmente sicure in caso di eventi naturali straordinari quali piene estreme o terremoti. Un esempio di questo tipo di dighe è una diga svizzera, chiamata Grande Dixence alta 285 m (è la terza diga più alta del mondo) e con uno sviluppo di 695 m al coronamento, costruita con un volume di 6 milioni di metri cubi di cemento. La diga di maggior volume realizzata è la Diga delle Tre Gole, nella provincia di Hubei, in Cina, che ha uno sviluppo in coronamento di 2,4 km a fronte di un'altezza di 185 m. La diga a gravità della Maigrauge, in Svizzera, inaugurata nel 1872 è stata la prima diga europea ad essere costruita in calcestruzzo.
Negli ultimi 20 anni le dighe a gravità hanno subito un grande sviluppo grazie all'invenzione del Calcestruzzo Rullato Compattato (RCC), tecnologia che permette di abbattere i costi e i tempi di realizzazione di queste dighe. Questa tecnologia è stata peraltro ideata dagli italiani per la diga di Alpe Gera negli anni sessanta e ripresa 20 anni dopo negli Stati Uniti. Anche una delle dighe più grandi al mondo oggi in costruzione di questo tipo, Gibe III in Etiopia alta 240 m, è progettata e realizzata da italiani.

#### Dighe murarie a contrafforti

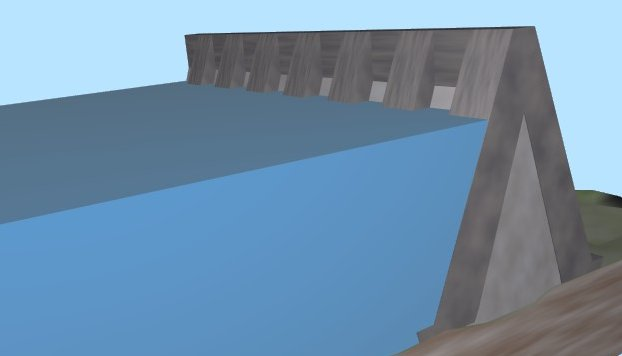
Diga a contrafforti

Le dighe murarie a contrafforti, dette anche a gravità alleggerita, sono sostanzialmente una variante delle dighe a gravità. Inclinando il paramento di monte e lasciando delle cavità nel corpo della diga si sfrutta, in estrema sintesi, il peso dell'acqua per la stabilità allo scorrimento al posto del peso del calcestruzzo.
Sono state realizzate diverse centinaia di dighe nel mondo di questo tipo fino agli anni settanta-ottanta, ma oggi sono poco frequenti per l'aumento del costo della manodopera, che non è più compensato dalla riduzione dei volumi di calcestruzzo (rispetto alla diga a gravità). In generale si può dire che la maggiore complessità di realizzazione ed il leggero aumento di rischio dovuto alla concentrazione delle spinte in fondazione rende ad oggi questo tipo di diga spesso meno conveniente rispetto agli altri tipi. La diga di Itaipú, inaugurata nel 1984, è a contrafforti.

### Dighe murarie a volta

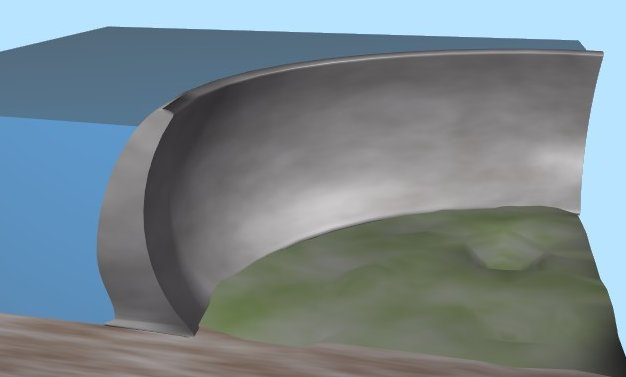
Diga ad arco a doppia curvatura

Le dighe murarie a volta hanno una struttura particolarmente leggera grazie alle caratteristiche di resistenza degli archi, che consentono di scaricare ai vincoli laterali (e quindi alla montagna) il carico dell'invaso. Le dighe a volta possono essere a curvatura semplice o doppia. Nel primo caso sono dette dighe "ad arco" e lavorano come una serie di archi orizzontali sovrapposti (tipiche per le valli con "forma ad U"); nel secondo, sono dette "a cupola" e sono caratterizzate da una curvatura sia orizzontale che verticale (tipiche per le valli con "forma a V").
La struttura riceve la spinta dell'acqua dell'invaso (ed altre azioni secondarie) e la scarica sulle sponde della vallata, dette "spalle", come l'arco o la cupola scaricano il proprio peso e le azioni degli agenti atmosferici sulle fondazioni. Le dighe a volta sono realizzate in calcestruzzo generalmente non armato con le opere accessorie (scarichi di superficie e di fondo, opera di presa, etc.) generalmente poste nel corpo della struttura. Il "fattore di snellezza" di alcune di queste dighe è molto superiore a quello di un guscio d'uovo.
Gli italiani hanno realizzato nel dopoguerra una serie di dighe a volta particolarmente ardite (cioè estremamente snelle), come ad esempio la diga di Osiglietta, inventando soluzioni innovative come il "pulvino" (un giunto speciale di collegamento tra struttura e fondazione). Recentemente diverse grandi dighe a volta sono state realizzate in Cina (ad esempio Ertan con altezza pari a 240 m e larghezza alla base di soli 55 m contro i 220 m che avrebbe avuto un'equivalente diga a gravità e la diga di Xiaowan che coi suoi 292 m è la seconda diga più alta del mondo).
La recente tecnologia di posa del calcestruzzo detta "RCC" ha restituito la competitività economica a questa soluzione penalizzata dai crescenti costi della mano d'opera. Una tristemente famosa diga ad arco a doppia curvatura è quella del Vajont, alta 261,60 metri e larga alla base 22,11. Per rendersi conto della resistenza di questo tipo di dighe basta pensare che la diga del Vajont è rimasta praticamente intatta dopo la tragica frana del Monte Toc. La sollecitazione di punta si calcola sia stata circa 10 volte quella massima prevista a progetto e tuttora sostiene la pressione di circa 200 metri di terra e roccia facente parte della frana stessa.

#### Dighe murarie ad arco-gravità
Le dighe murarie ad arco-gravità resistono alla spinta dell'acqua sia grazie alla curva longitudinale che al peso proprio della sezione trasversale.

### Dighe in materiali sciolti

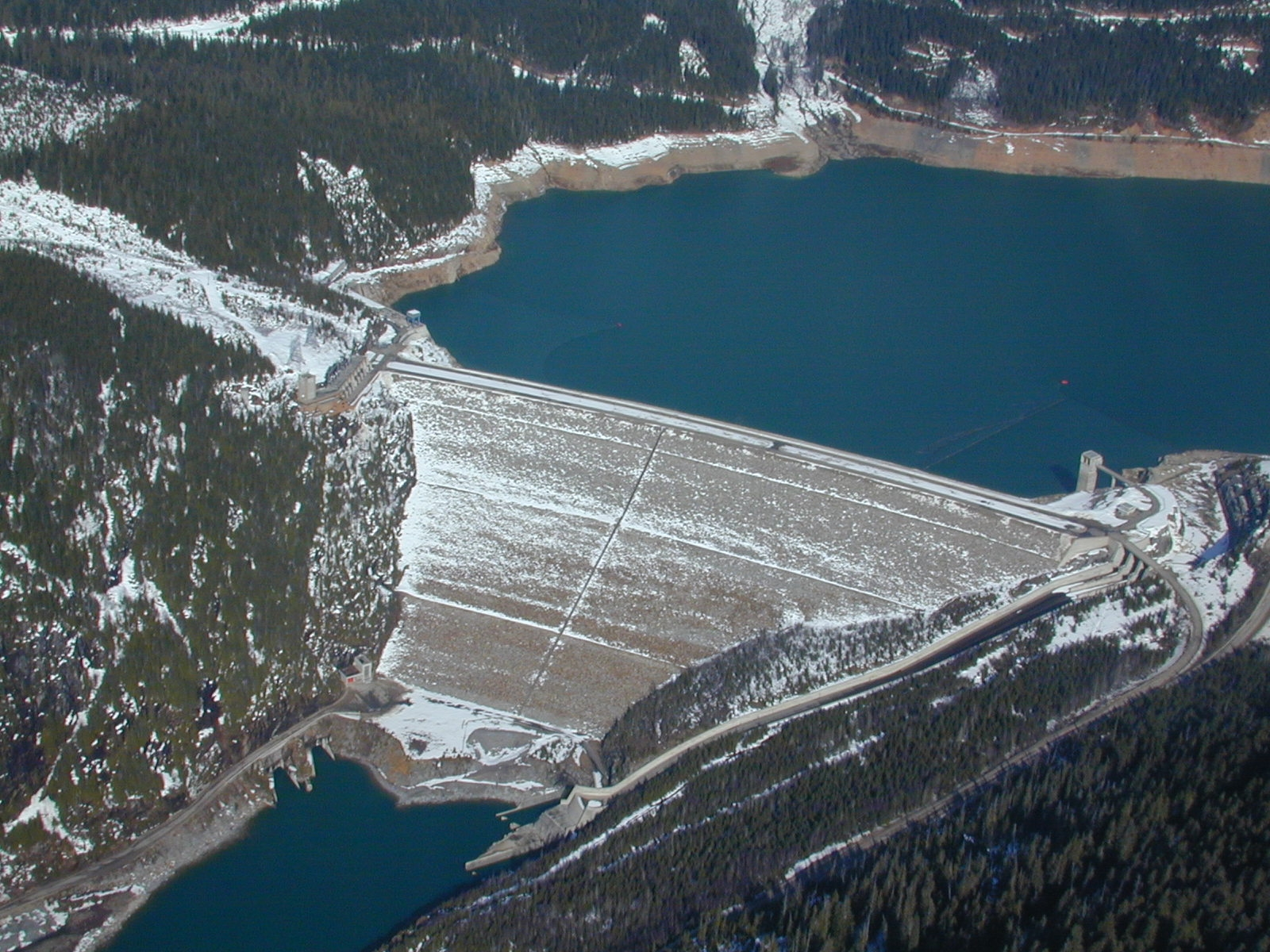
La diga di Mica, in Canada, è una diga in materiali sciolti.

Le dighe in materiali sciolti sono dighe composte di terra, pietrame o altri materiali slegati tra loro a formare una barriera a gravità contro il bacino acqueo. Il Regolamento Italiano Dighe impone particolari condizioni di realizzazione delle dighe in terra, prima su tutte non ammette la tracimazione attraverso l'opera stessa. La diga deve prevedere uno scarico di fondo, che permette di smaltire la portata di massima piena calcolata considerando il franco di sicurezza. Quest'ultimo deve essere più alto di 1,5 metri rispetto all'altezza della semionda di massima piena presumibile. Le altezze che è possibile raggiungere al coronamento dalla base possono tranquillamente raggiungere i 150 metri purché vengano considerate tutte le particolari condizioni ambientali e soprattutto i possibili problemi legati alla realizzazione di uno sbarramento di elevate dimensioni. Le dighe di pietrame sono chiamate anche "dighe a scogliera".
Le dighe in materiali sciolti sono molto utilizzate anche quale separazione dei polder dal mare. I polder sono tratti di mare asciugato artificialmente attraverso sistemi di drenaggio dell'acqua e recintati da dighe atte ad impedire il ritorno delle acque.

### Dighe mobili

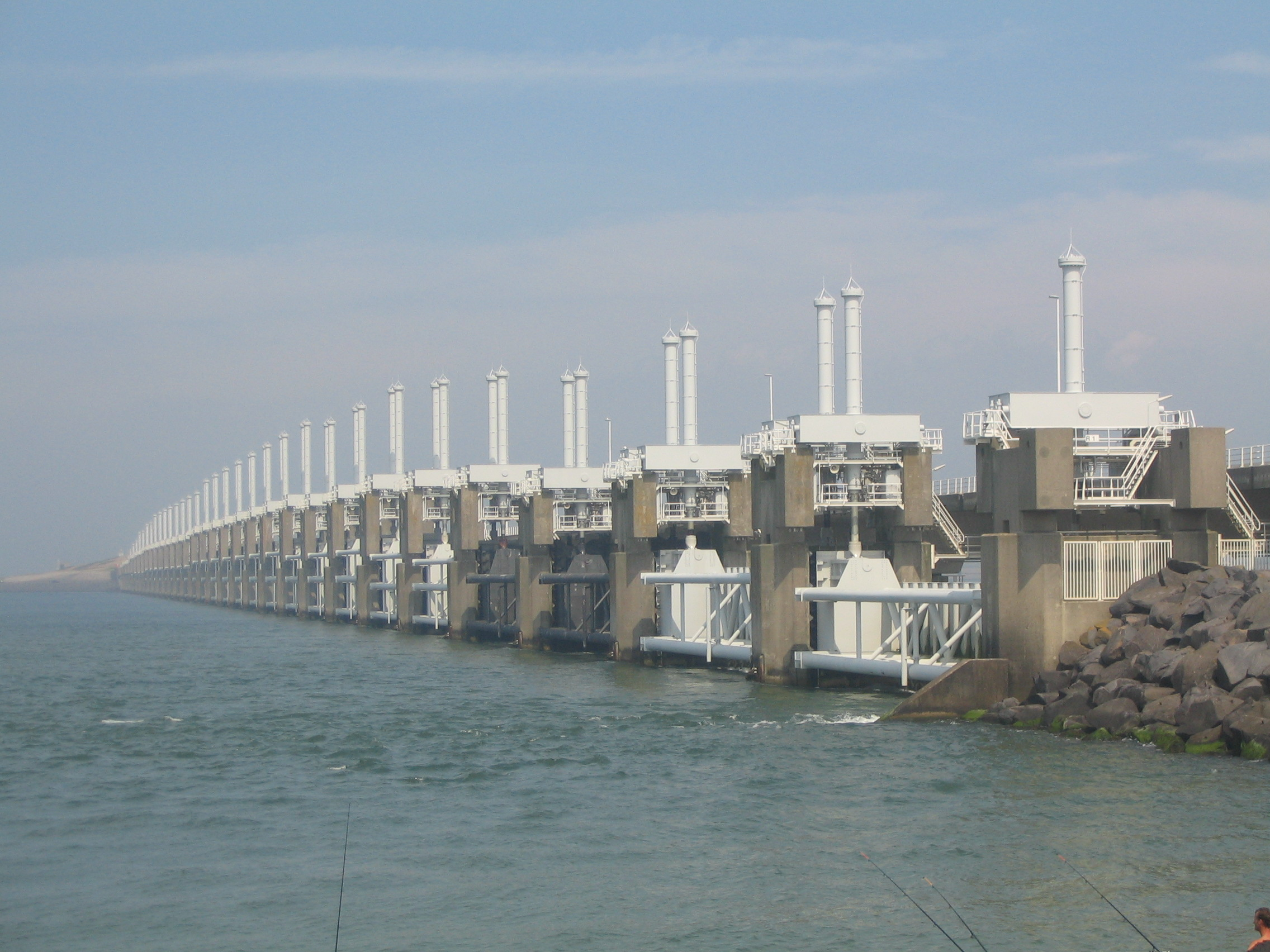
La Oosterscheldekering nei Paesi Bassi

Le dighe mobili hanno un'altezza limitata (di solito inferiore ai 10 m), sono generalmente costruite a valle del corso dei fiumi, preferibilmente in un luogo di debole pendenza; generalmente sono predisposte per la sistemazione degli estuari e dei delta dei fiumi, oltre che per la regimazione dei corsi d'acqua, il controllo delle casse di espansione e la realizzazione di invasi per scopi irrigui, idroelettrici, riqualificazione paesaggistica o ludici (pesca sportiva, canottaggio, balneazione, ...).
Secondo il tipo di costruzione le dighe mobili possono essere:
- a cancellazione (o a scomparsa): predisposte sul fondo del fiume per permettere lo smaltimento totale delle portate in transito. Possono essere ad altezza fissa o variabile, tracimata o no. Le paratoie a ventola e le dighe in gomma scudata possono posizionarsi anche ad altezze intermedie, con uno stramazzo variabile, per poter gestire le portate in transito. Le dighe in sola gomma come le rubberdam non possono regolare il livello di monte e quindi appartengono alla tipologia delle dighe mobili ad altezza fissa.
- a battente ad asse verticale: come le moderne dighe olandesi di Maeslantkering, o la chiusa del porto-canale di Cesenatico per impedire alle maree di esondare.
- a battente ad asse orizzontale: con possibilità di sfogo verso l'alto quando il flusso diventa critico, cosa che evita di costituire un ostacolo allo smaltimento delle acque in tempo di piena.

- La parte fissa corrisponde ad una piattaforma.
- Una grande paratoia a settore, che in posizione determina un battente che si sostiene sulla piattaforma, mentre in posizione di sollevamento completo, lascia lo smaltimento completamente libero.
- Una paratoia a ventole, che permette di regolare lo smaltimento a stramazzo e il livello d'acqua a monte della diga.

Lo smaltimento dell'acqua può prodursi sotto il battente quando la paratoia a settore inferiore è sollevata (e questo permette anche di pulire la superficie della piattaforma), o con la cima in stramazzo, quando la paratoia superiore a ventole è abbassata.
- Paratoia a gravità, di un funzionamento teoricamente molto semplice, la paratoia a gravità comporta soltanto pochi elementi meccanici. Si tratta di una paratoia, che è una "camera d'aria" articolata attorno ad una cerniera fissata su una base di calcestruzzo.
  -  In posizione riposo la "camera" si riempie d'acqua e la paratoia si adagia sul fondo sotto il suo stesso peso.
  -  In posizione attiva, dell'aria compressa espelle l'acqua e permette alla paratoia di risalire per galleggiamento. L'altezza dipende dalla quantità d'aria.
  -  Tale metodo è in applicazione nel progetto MOSE che deve proteggere la Laguna di Venezia dall'acqua alta.
- Dighe in gomma, sono realizzate utilizzando dei grandi tessuti gommati ed hanno la peculiarità di restituire interamente la sezione di deflusso al fiume in caso di necessità, potendo scomparire sul fondo dell'alveo. Ne esistono molti tipi: a vela, a doppio effetto, a galleggiante e altre. Oggi si tende ad utilizzarne prevalentemente due tipi: le rubberdam e le hard top. Entrambe sono realizzate con grandi camere d'aria in tessuto gommato che possono essere gonfiate con aria o con acqua. Nel primo caso è la camera d'aria stessa che si oppone al passaggio dell'acqua; nel secondo caso la camera d'aria solleva uno scudo metallico il quale fa tenuta all'acqua. Questo genere di dighe è considerato sicuro in quanto ha la peculiarità di abbattersi automaticamente (anche in maniera passiva) al raggiungimento di un determinato livello idrico di guardia lasciando defluire liberamente le piene in transito.[questi paragrafi sono stati inseriti in maniera non contestualizzata]

## Scarichi
Un bacino artificiale formato da una diga necessita di una o più opere di scarico che permettano, a seconda dei casi, di:
- mantenere in caso di piena il livello della diga al di sotto della soglia ritenuta di sicurezza;
- convogliare parte dell'acqua contenuta nell'invaso verso la destinazione per la quale esso è stato costruito (ad es. verso un acquedotto o un canale irriguo);
- permettere lo svuotamento parziale o totale del bacino per poter effettuare la manutenzione dello stesso e/o del paramento a monte dalla diga.

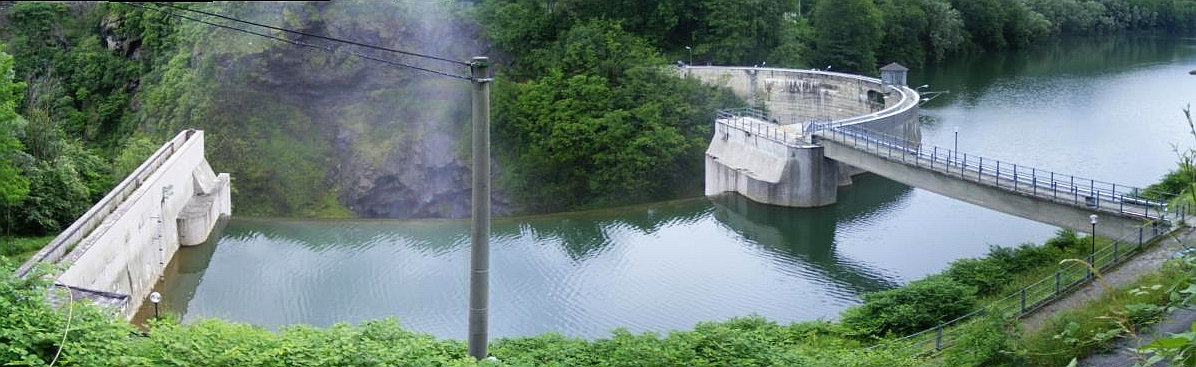
Lo sfioratore della diga Gurzia

Gli scarichi di una diga possono essere di superficie o di fondo a seconda che l'opera di scarico peschi sulla superficie del bacino oppure ad una profondità più o meno elevata. Quelli di superficie sono costituiti da sfioratori di vari tipi, mentre quelli di fondo sono in genere gallerie in pressione, il cui imbocco è regolato da una paratoia.

## Dimensionamento

### Calcolo della spinta idraulica sulla parete
La seguente formula è di semplice derivazione a partire dalla legge di Stevino ed esprime la spinta esercitata da una massa di liquido su una parete contenitrice verticale e quindi si presta al calcolo della componente orizzontale della forza esercitata dall'acqua su una diga:
{\displaystyle F={\frac {1}{2}}\cdot \gamma _{w}\cdot h\cdot s}
dove:
- {\displaystyle \gamma _{w}} è il peso specifico dell'acqua, tipicamente pari a 9,81 kN/m3;
- {\displaystyle h} è la profondità del bacino;
- {\displaystyle s} è la superficie verticale contro la quale il liquido esercita la propria spinta.

Per l'equilibrio del sistema diga-lago e quindi per la stabilità della diga, il paramento di quest'ultima deve essere in grado di esercitare una spinta opposta e almeno pari a quella della massa d'acqua con un certo margine di sicurezza.

## Le dighe più alte al mondo
- Diga Jinping-I : 305 m
- Diga Nurek : 300 m
- Diga di Xiaowan: 292 m
- Diga Xiluodu : 285,5 m
- Grande Dixence: 285 m
- Diga di Inguri: 272 m
- Diga del Vajont: 261,6 m
- Diga Chicoasén: 261 m

È in costruzione la diga di Rogun (Tagikistan), che una volta completata sarà la più alta del mondo (335 m)

## Demolizioni
Le demolizioni a fine vita dei manufatti, a seconda delle tipologie, presenta diverse criticità tecniche e progettuali, soprattutto in funzione delle modifiche sopraggiunte negli usi dei territori inondabili a valle.

## Galleria d'immagini

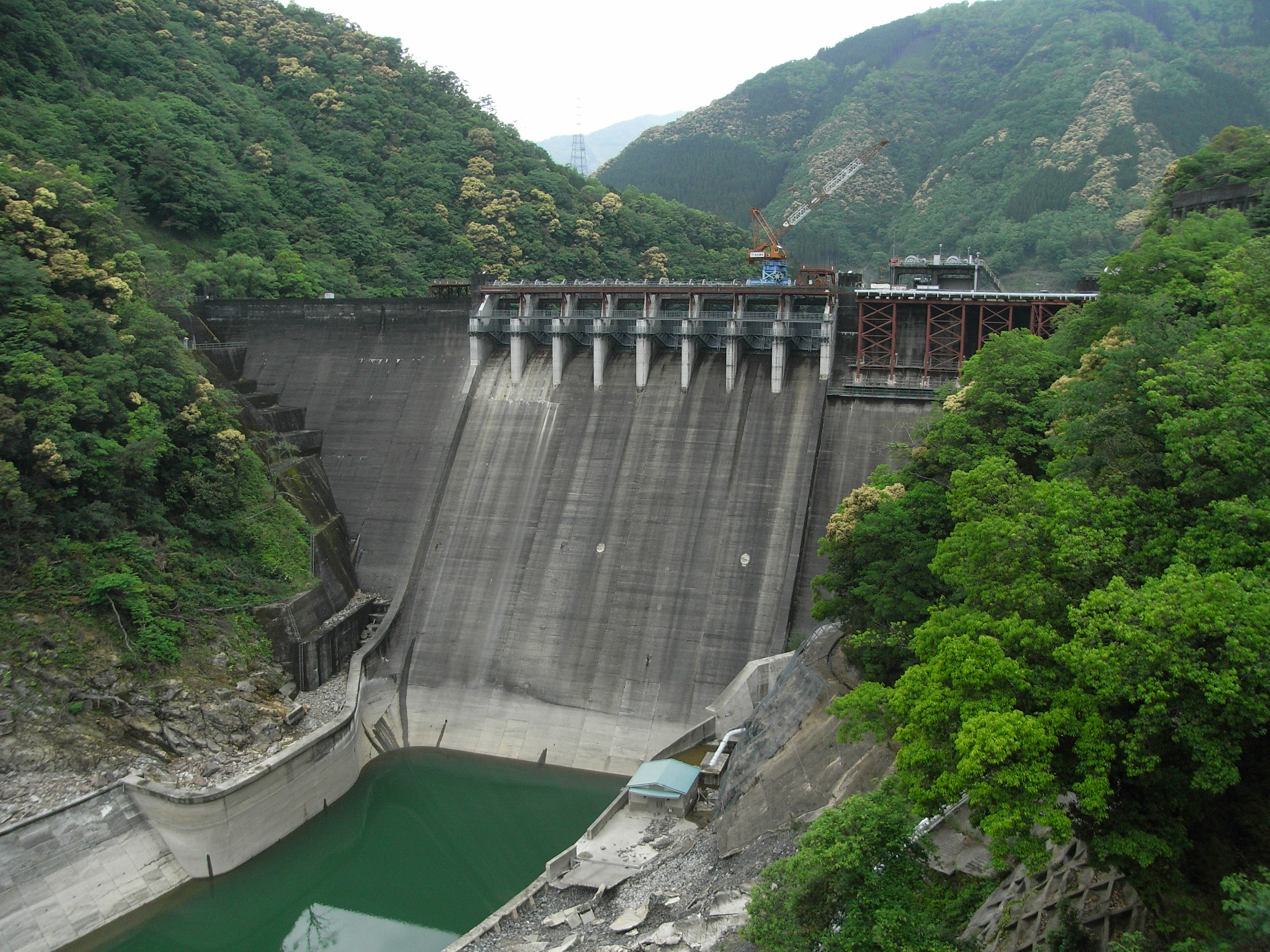
Diga Tsubakuru Diga a gravità
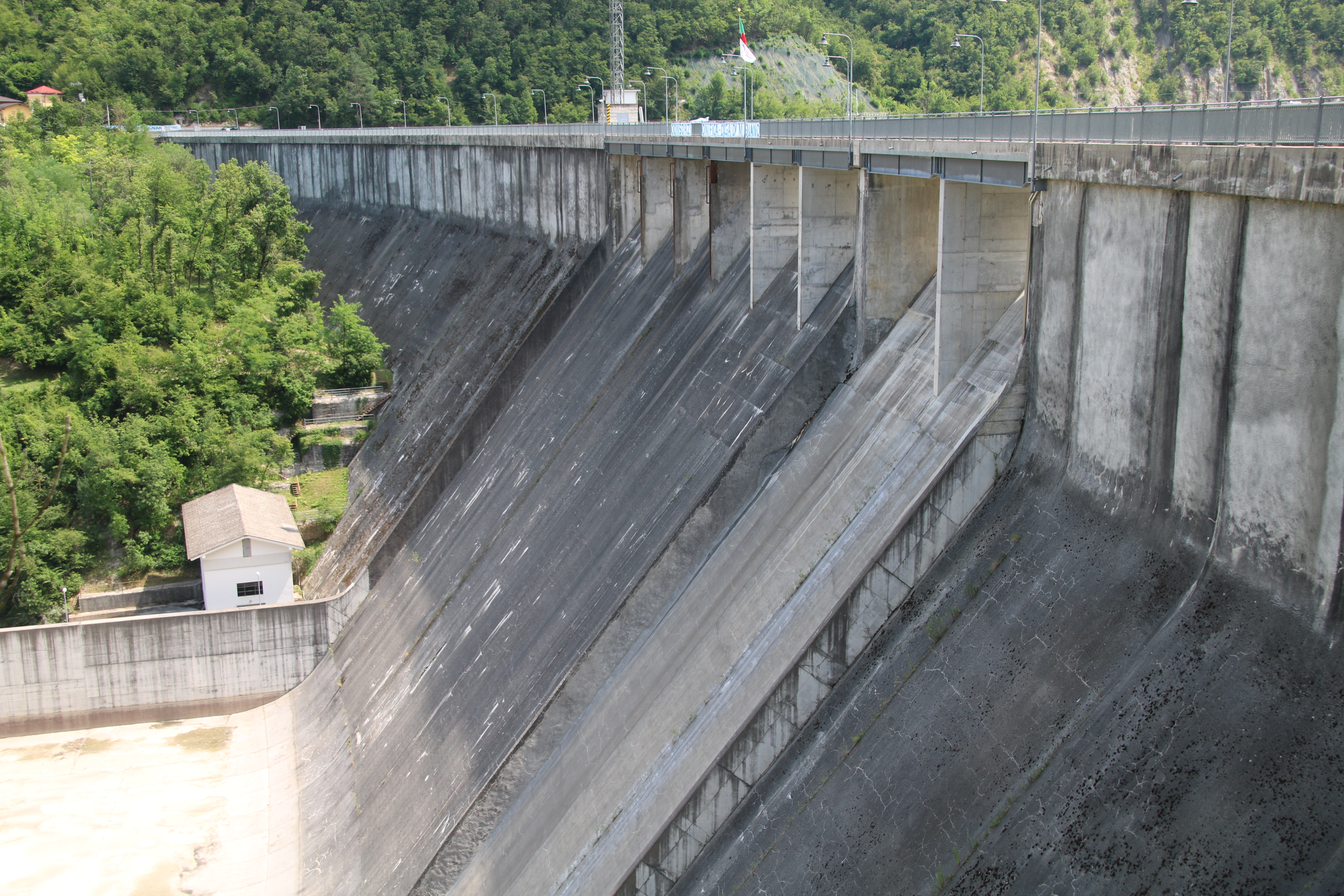
Diga di Mignano Diga a gravità
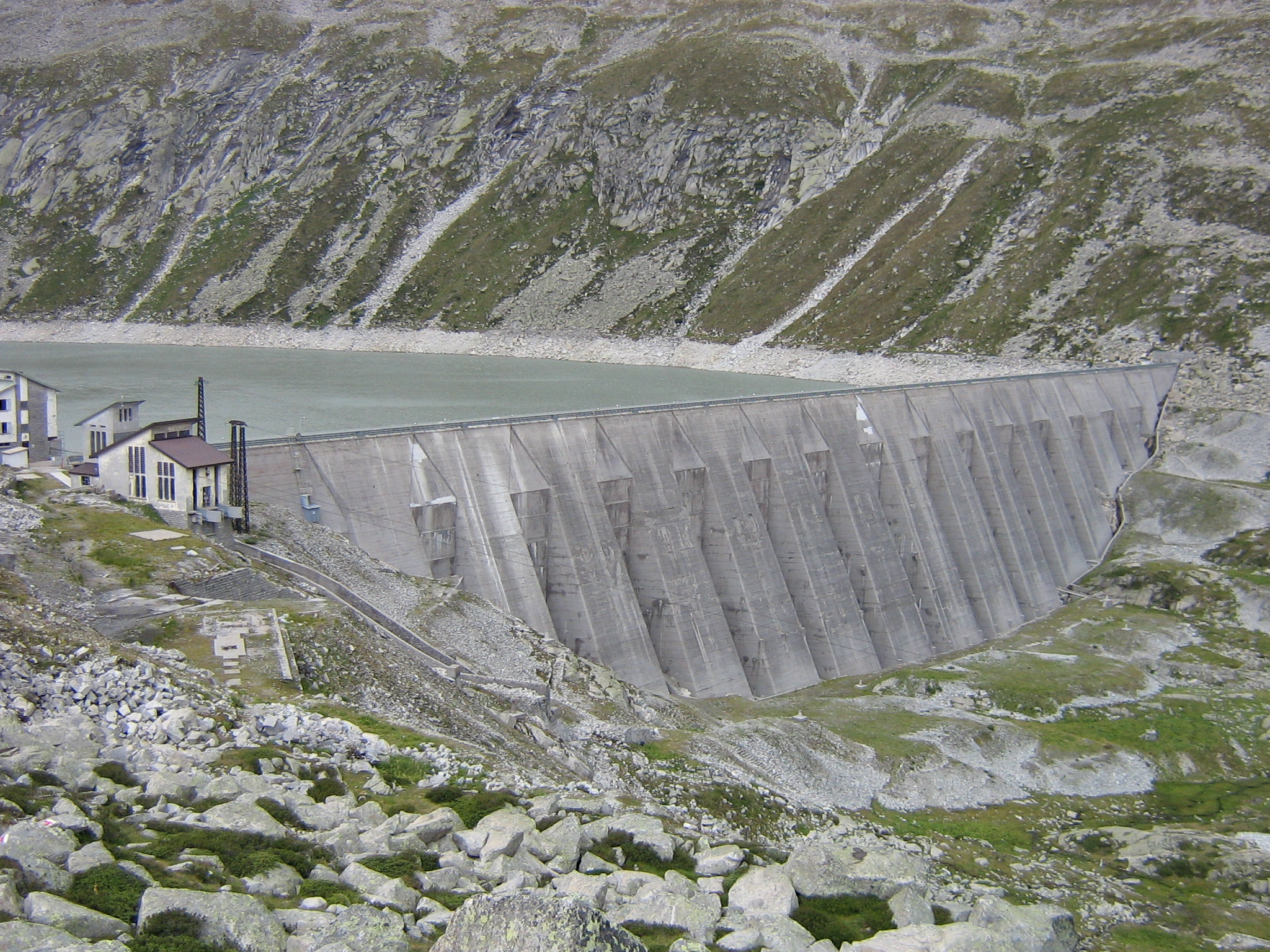
Diga di Pantano d'Avio Diga a contrafforti
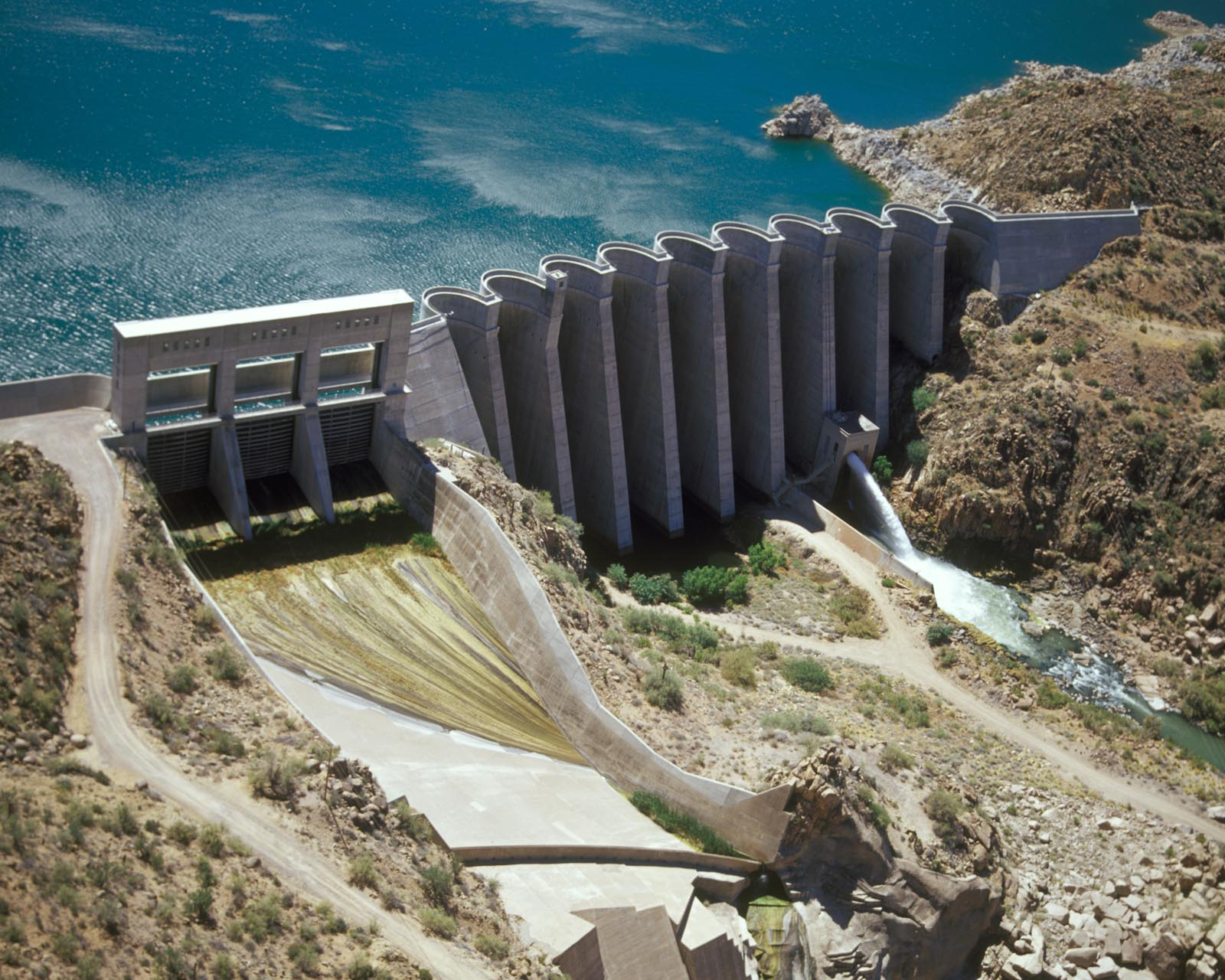
Diga del lago Barlett Diga a contrafforti con archi multipli
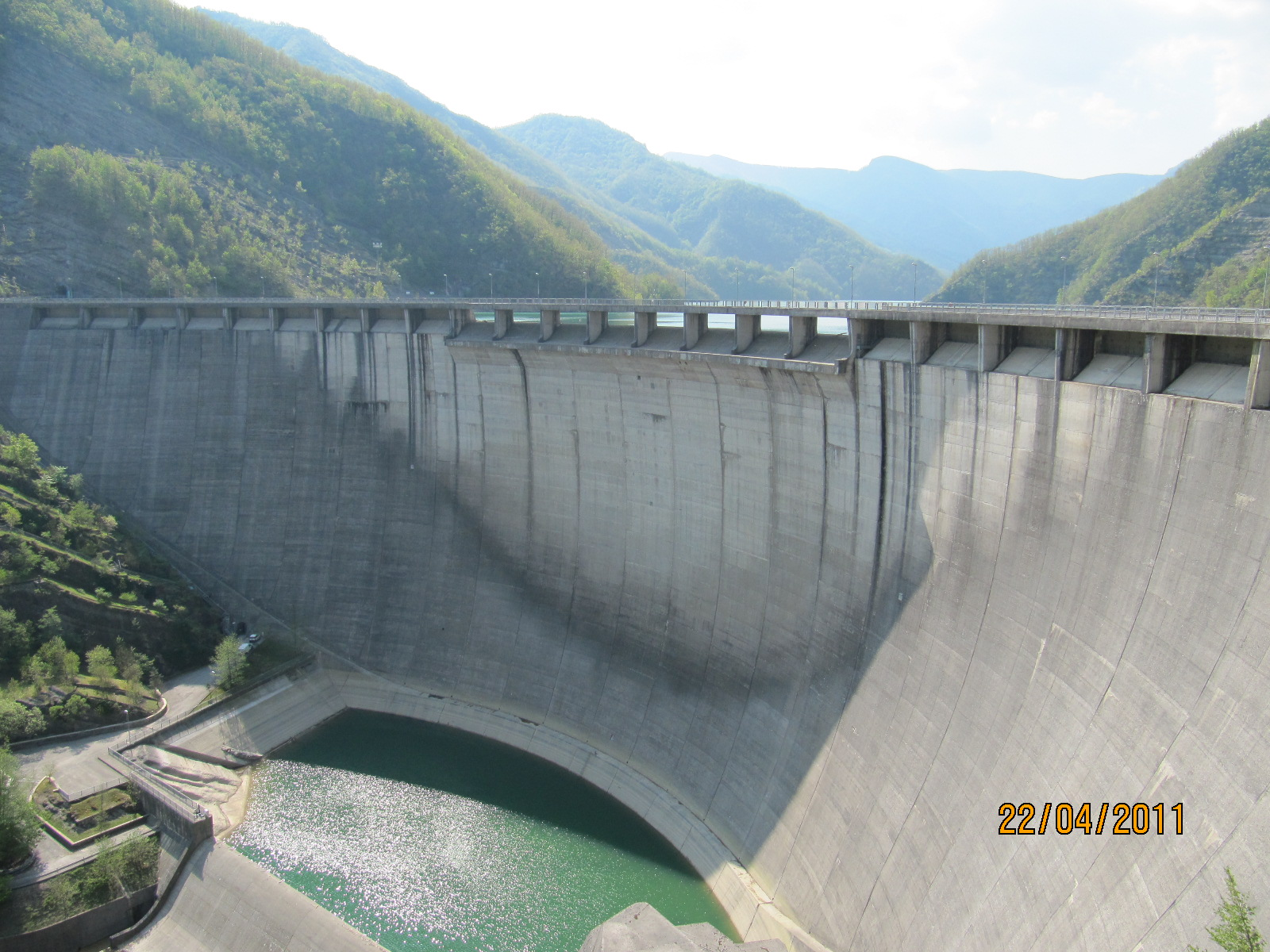
Diga di Ridracoli Diga ad arco a doppia curvatura
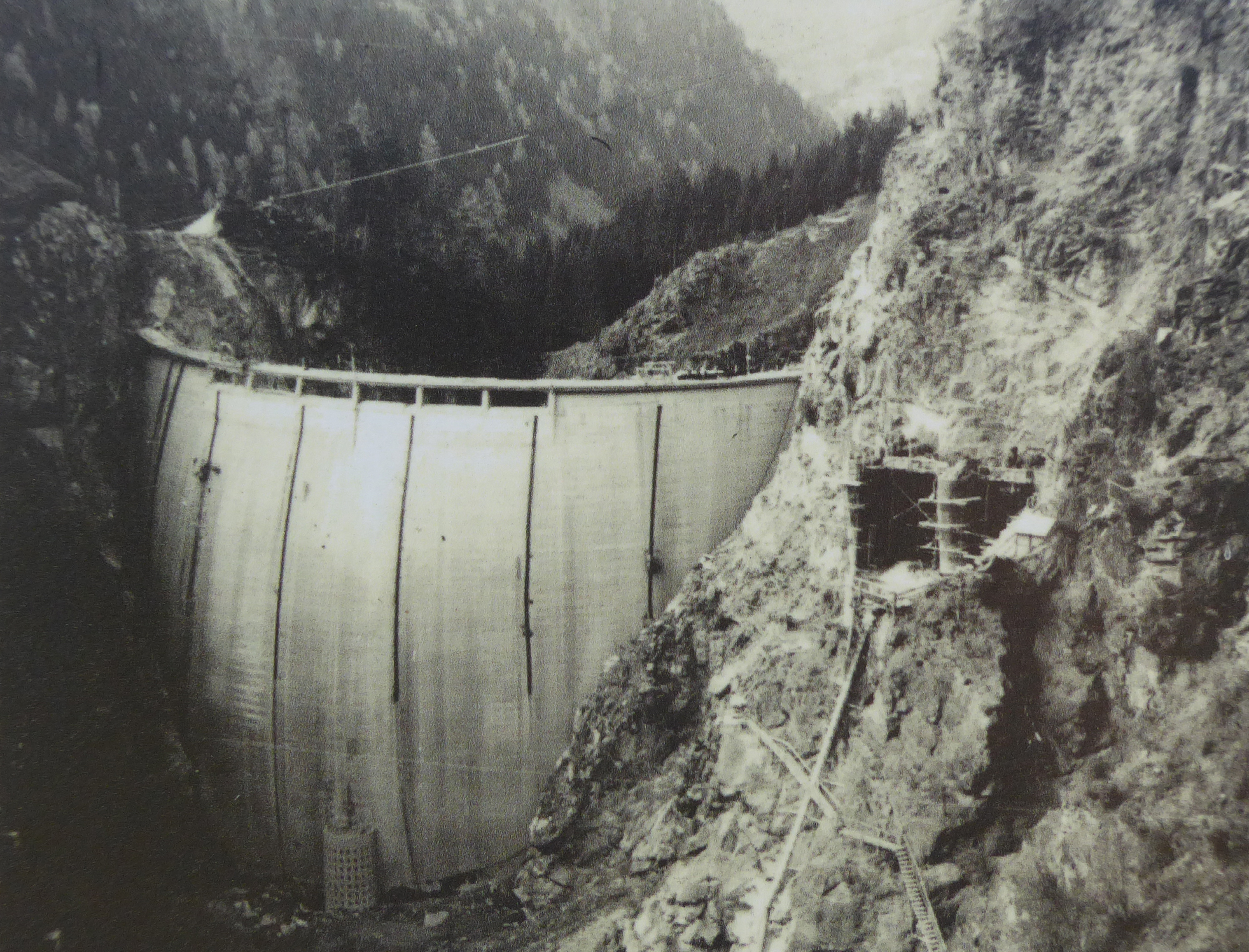
Diga di Stramentizzo Diga ad arco a doppia curvatura
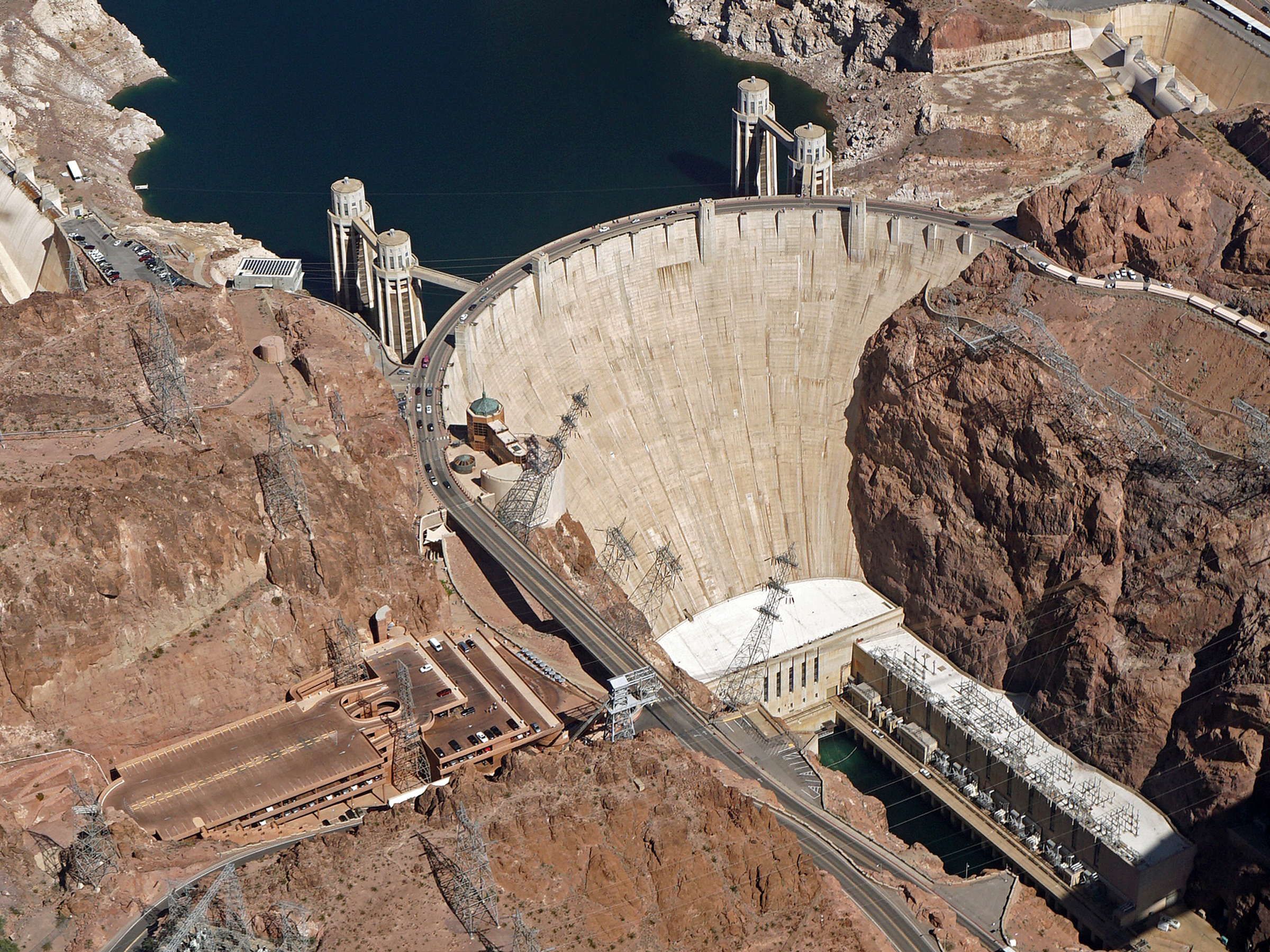
Diga di Hoover Diga ad arco-gravità
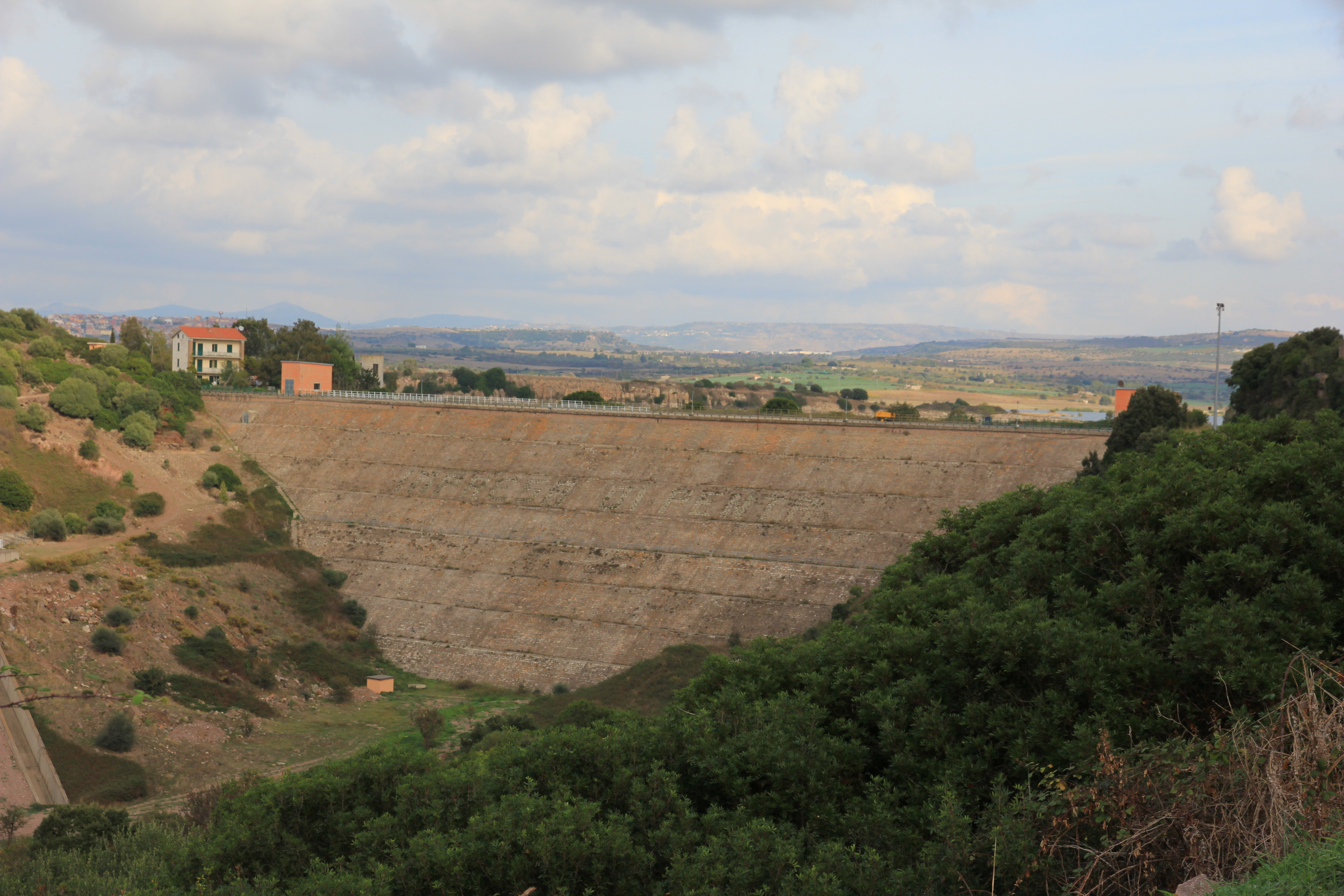
Diga del Cuga Diga di terra